# Pseudaleuria
Pseudaleuria är ett släkte av svampar. Pseudaleuria ingår i familjen Pyronemataceae, ordningen skålsvampar, klassen Pezizomycetes, divisionen sporsäcksvampar och riket svampar.

## Bildgalleri

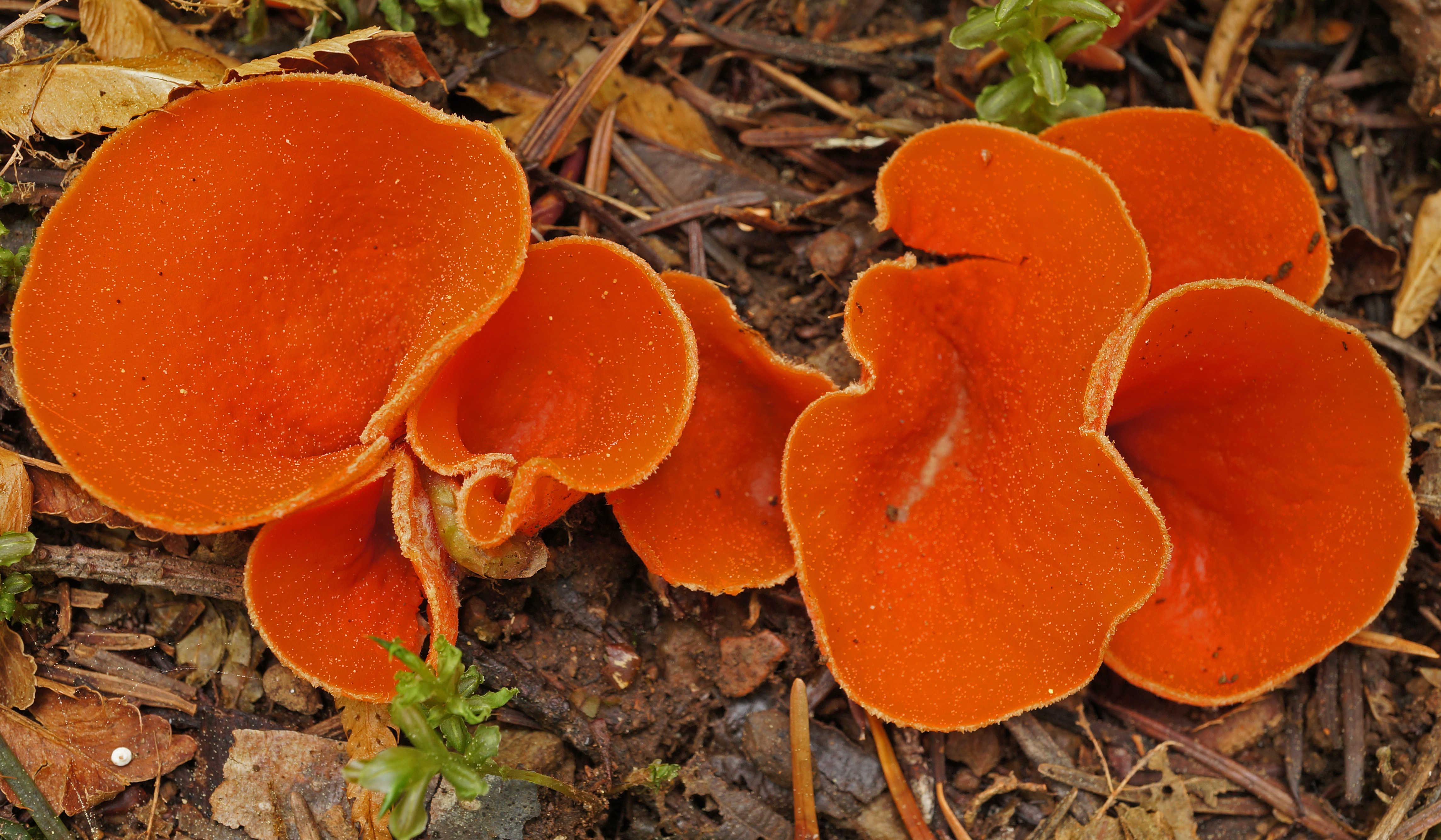